# Jantal'
Jantal' (in russo Янталь?) è un insediamento di tipo urbano della Russia, situato nell'Oblast' di Irkutsk.
Secondo alcune ipotesi il toponimo deriverebbe dall'evenco e significherebbe argilla rossa, sebbene non ci siano conferme al riguardo, stante la sua assenza dal dizionario della lingua sopracitata.

## Storia
Sebbene la data di nascita comunemente accettata sia il 1974, l'area dove si trova il moderno insediamento era già colonizzata nel XIX secolo.
Jantal', la cui principale risorsa economica è il legname, si è trovato in una fase di declino dopo il collasso dell'Unione Sovietica.